# Kangarān
Kangarān (persiska: كنگران) är en ort i Iran.   Den ligger i provinsen Markazi, i den centrala delen av landet, 190 km sydväst om huvudstaden Teheran. Kangarān ligger 2 159 meter över havet och antalet invånare är 182.
Terrängen runt Kangarān är kuperad norrut, men söderut är den platt.Runt Kangarān är det ganska glesbefolkat, med 21 invånare per kvadratkilometer. Närmaste större samhälle är Tafresh, 16,3 km nordost om Kangarān. Trakten runt Kangarān består i huvudsak av gräsmarker.